# Базелика Болоња (Павија)
Базелика Болоња (итал. Baselica Bologna) је насеље у Италији у округу Павија, региону Ломбардија.
Према процени из 2011. у насељу је живело 379 становника. Насеље се налази на надморској висини од 96 м.